# Baar (altopiano)
Il Baar è un altopiano con vette che vanno dai 600 ai 900 metri sul livello del mare nel sud-ovest della Germania. Confina con il limite sud-orientale della Foresta Nera ad ovest, la parte sud-occidentale del Giura Svevo conosciuto come Heuberg a est, e il monte Randen a sud.
Nel Baar vi è la sorgente dei fiumi Neckar e Danubio. Le sorgenti del Danubio, i fiumi Brigach e Breg, hanno origini a Furtwangen im Schwarzwald e Sankt Georgen im Schwarzwald e si uniscono nel piccolo Donaubach a Donaueschingen.
Il punto più freddo della Germania si trova proprio a Donaueschingen in un bacino di aria fredda che normalmente sperimenta la sua prima gelata, già intorno al 20 settembre, prima della vicina Foresta Nera.

## Paesaggio

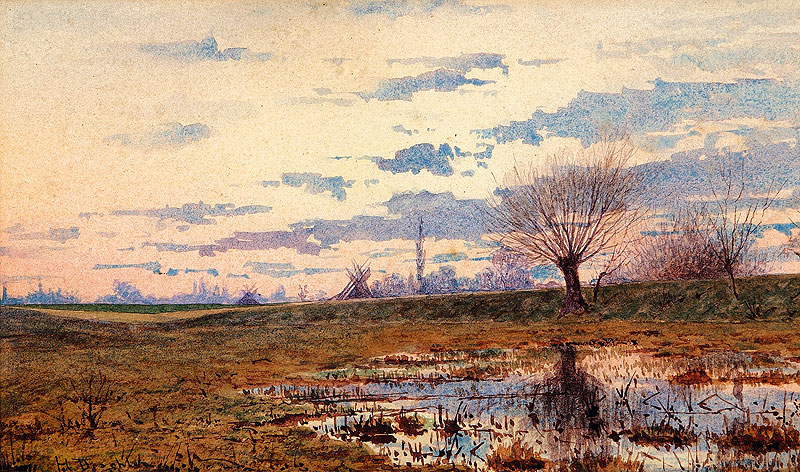
Hermann Dischler (1867-1935): Die Baar

Il Baar offre diversi tipi di paesaggio. A ovest vi è la Baarschwarzwald (Foresta Nera), nella centrale Baarhochmulde  (una zona paludosa), nel sud la Wutachland intorno al Wutach, e ad est il Baaralb, una zona collinare alla base del Giura Svevo, con Hohenkarpfen e Lupfen, che è il punto più alto della Baar a 977 metri sul livello del mare.
Il Baar è il centro della regione amministrativa Schwarzwald-Baar-Heuberg del Baden-Württemberg e comprende i distretti di Schwarzwald-Baar-Kreis (ad eccezione della zona di nord-ovest), la parte occidentale del circondario di Kreis Tuttlingen e la zona meridionale di quello di Kreis Rottweil, appena fuori dal Kreis Breisgau-Hochschwarzwald.

## Città del Baar
- Baarschwarzwald
  - St. Georgen, Furtwangen, Königsfeld, and Vöhrenbach
- Baarhochmulde
  - Bad Dürrheim, Bräunlingen, Brigachtal, Donaueschingen, Hüfingen, Rottweil, Trossingen and Villingen-Schwenningen
- Baaralb
  - Seitingen-Oberflacht, Blumberg, Geisingen, Hintschingen, Zimmern, Immendingen, Spaichingen, Aldingen and Tuttlingen
- Wutachland
  - Löffingen and Döggingen